# FIA-Formel-3-Trophäe 2011
Die FIA-Formel-3-Trophäe 2011 war die erste Saison der FIA-Formel-3-Trophäe. In die Wertung gingen fünf internationale Formel-3-Veranstaltungen ein. Die Saison begann am 1. Mai auf dem Hockenheimring Baden-Württemberg und endete am 20. November auf dem Guia Circuit.

## Starterfeld
| Team                                                               | Fahrer                                         | Chassis                                        | Motor                                          | reguläre Meisterschaft                         | Veranstaltung                                  |
| Offizielle Teilnehmer der FIA-Formel-3-Trophäe                     | Offizielle Teilnehmer der FIA-Formel-3-Trophäe | Offizielle Teilnehmer der FIA-Formel-3-Trophäe | Offizielle Teilnehmer der FIA-Formel-3-Trophäe | Offizielle Teilnehmer der FIA-Formel-3-Trophäe | Offizielle Teilnehmer der FIA-Formel-3-Trophäe |
| ------------------------------------------------------------------ | ---------------------------------------------- | ---------------------------------------------- | ---------------------------------------------- | ---------------------------------------------- | ---------------------------------------------- |
| Carlin                                                             | Carlos Huertas                                 | Dallara                                        | Volkswagen                                     | Britische Formel-3-Meisterschaft               | 1–5                                            |
| Carlin                                                             | Jazeman Jaafar                                 | Dallara                                        | Volkswagen                                     | Britische Formel-3-Meisterschaft               | 1–5                                            |
| Motopark Academy                                                   | Kimiya Satō                                    | Dallara                                        | Volkswagen                                     | Formel-3-Euroserie                             | 1, 2, 4, 5                                     |
| Prema Powerteam                                                    | Daniel Juncadella                              | Dallara                                        | Mercedes-Benz                                  | Formel-3-Euroserie                             | 1–5                                            |
| Prema Powerteam                                                    | Roberto Merhi                                  | Dallara                                        | Mercedes-Benz                                  | Formel-3-Euroserie                             | 1–5                                            |
| Signature                                                          | Daniel Abt                                     | Dallara                                        | Volkswagen                                     | Formel-3-Euroserie                             | 1–5                                            |
| Signature                                                          | Carlos Muñoz                                   | Dallara                                        | Volkswagen                                     | Formel-3-Euroserie                             | 1–5                                            |
| Signature                                                          | Laurens Vanthoor                               | Dallara                                        | Volkswagen                                     | Formel-3-Euroserie                             | 1–5                                            |
| Signature                                                          | Marco Wittmann                                 | Dallara                                        | Volkswagen                                     | Formel-3-Euroserie                             | 2–5                                            |
| Fahrer, die nicht in die Wertung der FIA-Formel-3-Trophäe eingehen |                                                |                                                |                                                |                                                |                                                |
| Carlin                                                             | Tom Dillmann                                   | Dallara                                        | Volkswagen                                     | GP3-Serie                                      | 1                                              |
| Carlin                                                             | Richard Bradley                                | Dallara                                        | Volkswagen                                     | Japanische Formel-3-Meisterschaft              | 2                                              |
| Carlin                                                             | Jack Harvey                                    | Dallara                                        | Volkswagen                                     | Britische Formel-3-Meisterschaft               | 3                                              |
| Carlin                                                             | Kevin Magnussen                                | Dallara                                        | Volkswagen                                     | Britische Formel-3-Meisterschaft               | 3–5                                            |
| Carlin                                                             | Felipe Nasr                                    | Dallara                                        | Volkswagen                                     | Britische Formel-3-Meisterschaft               | 3, 5                                           |
| Carlin                                                             | Rupert Svendsen-Cook                           | Dallara                                        | Volkswagen                                     | Britische Formel-3-Meisterschaft               | 3, 4                                           |
| Double R Racing Galaxy Double R Racing                             | Marko Asmer                                    | Dallara                                        | Mercedes-Benz                                  | —                                              | 2, 3, 5                                        |
| Double R Racing Galaxy Double R Racing                             | Pipo Derani                                    | Dallara                                        | Mercedes-Benz                                  | Britische Formel-3-Meisterschaft               | 2, 3                                           |
| Double R Racing Galaxy Double R Racing                             | Scott Pye                                      | Dallara                                        | Mercedes-Benz                                  | Britische Formel-3-Meisterschaft               | 3                                              |
| Double R Racing Galaxy Double R Racing                             | Valtteri Bottas                                | Dallara                                        | Mercedes-Benz                                  | GP3-Serie                                      | 5                                              |
| Double R Racing Galaxy Double R Racing                             | Mitch Evans                                    | Dallara                                        | Mercedes-Benz                                  | GP3-Serie                                      | 5                                              |
| Fortec Motorsport                                                  | William Buller                                 | Dallara                                        | Mercedes-Benz                                  | Britische Formel-3-Meisterschaft               | 3, 5                                           |
| Fortec Motorsport                                                  | Lucas Foresti                                  | Dallara                                        | Mercedes-Benz                                  | Britische Formel-3-Meisterschaft               | 3, 5                                           |
| Fortec Motorsport                                                  | Fahmi Ilyas                                    | Dallara                                        | Mercedes-Benz                                  | Britische Formel-3-Meisterschaft               | 3                                              |
| Fortec Motorsport                                                  | Harry Tincknell                                | Dallara                                        | Mercedes-Benz                                  | Britische Formel-3-Meisterschaft               | 3                                              |
| Hitech Racing                                                      | Pietro Fantin                                  | Dallara                                        | Volkswagen                                     | Britische Formel-3-Meisterschaft               | 3, 5                                           |
| Hitech Racing                                                      | Kōtarō Sakurai                                 | Dallara                                        | Mugen-Honda                                    | Britische Formel-3-Meisterschaft               | 3                                              |
| Hitech Racing                                                      | Hannes van Asseldonk                           | Dallara                                        | Volkswagen                                     | Deutscher Formel-3-Cup                         | 5                                              |
| Hitech Racing                                                      | António Félix da Costa                         | Dallara                                        | Volkswagen                                     | GP3-Serie                                      | 5                                              |
| Jo Zeller Racing                                                   | Sandro Zeller                                  | Dallara                                        | Mercedes-Benz                                  | Deutscher Formel-3-Cup                         | 1                                              |
| Motopark Academy                                                   | Jimmy Eriksson                                 | Dallara                                        | Volkswagen                                     | Formel-3-Euroserie                             | 1, 4, 5                                        |
| Motopark Academy                                                   | Gianmarco Raimondo                             | Dallara                                        | Volkswagen                                     | Formel-3-Euroserie                             | 1                                              |
| Motopark Academy                                                   | Tom Dillmann                                   | Dallara                                        | Volkswagen                                     | GP3-Serie                                      | 2                                              |
| Mücke Motorsport                                                   | Nigel Melker                                   | Dallara                                        | Mercedes-Benz                                  | Formel-3-Euroserie                             | 1, 4                                           |
| Mücke Motorsport                                                   | Felix Rosenqvist                               | Dallara                                        | Mercedes-Benz                                  | Formel-3-Euroserie                             | 1, 4, 5                                        |
| Mücke Motorsport                                                   | Lucas Foresti                                  | Dallara                                        | Mercedes-Benz                                  | Britische Formel-3-Meisterschaft               | 4                                              |
| Mücke Motorsport                                                   | Yūhi Sekiguchi                                 | Dallara                                        | Mercedes-Benz                                  | Japanische Formel-3-Meisterschaft              | 5                                              |
| Prema Powerteam                                                    | Raffaele Marciello                             | Dallara                                        | Mercedes-Benz                                  | Italienische Formel-3-Meisterschaft            | 3                                              |
| Prema Powerteam                                                    | Pipo Derani                                    | Dallara                                        | Mercedes-Benz                                  | Britische Formel-3-Meisterschaft               | 4                                              |
| Signature                                                          | Marco Wittmann                                 | Dallara                                        | Volkswagen                                     | Formel-3-Euroserie                             | 1                                              |
| Signature                                                          | Carlos Sainz jr.                               | Dallara                                        | Volkswagen                                     | Formel Renault 2.0 Eurocup                     | 5                                              |
| Sino Vision Racing                                                 | Adderly Fong                                   | Dallara                                        | Mercedes-Benz                                  | Britische Formel-3-Meisterschaft               | 3, 5                                           |
| Sino Vision Racing                                                 | Hywel Lloyd                                    | Dallara                                        | Mercedes-Benz                                  | Britische Formel-3-Meisterschaft               | 3, 5                                           |
| STAR Racing Team                                                   | Kuba Giermaziak                                | Dallara                                        | Volkswagen                                     | Formel-3-Euroserie                             | 1                                              |
| Three Bond Racing                                                  | Hironobu Yasuda                                | Dallara                                        | Nissan                                         | Japanische Formel-3-Meisterschaft              | 5                                              |
| Toda Racing                                                        | Hideki Yamauchi                                | Dallara                                        | Honda                                          | Japanische Formel-3-Meisterschaft              | 5                                              |
| TOM’S                                                              | Richard Bradley                                | Dallara                                        | Toyota                                         | Japanische Formel-3-Meisterschaft              | 5                                              |
| TOM’S                                                              | Alexander Sims                                 | Dallara                                        | Toyota                                         | GP3-Serie                                      | 5                                              |
| T-Sport                                                            | Yann Cunha                                     | Dallara                                        | Volkswagen                                     | Britische Formel-3-Meisterschaft               | 3                                              |
| T-Sport                                                            | Bart Hylkema                                   | Dallara                                        | Volkswagen                                     | Britische Formel-3-Meisterschaft               | 3                                              |
| T-Sport                                                            | Menasheh Idafar                                | Dallara                                        | Volkswagen                                     | Britische Formel-3-Meisterschaft               | 3                                              |
| Van Amersfoort Racing                                              | Hannes van Asseldonk                           | Dallara                                        | Volkswagen                                     | Deutscher Formel-3-Cup                         | 3                                              |
| Van Amersfoort Racing                                              | Richie Stanaway                                | Dallara                                        | Volkswagen                                     | Deutscher Formel-3-Cup                         | 5                                              |

## Rennkalender
Der Rennkalender der FIA-Formel-3-Trophäe 2011 wurde am 10. Dezember 2010 veröffentlicht. Zwei Veranstaltungen fanden im Rahmen von Formel-3-Meisterschaften statt (je eine im Rahmen der Formel-3-Euroserie und der Britischen Formel-3-Meisterschaft), die anderen drei Veranstaltungen waren Einzelveranstaltungen. Eine weitere Einzelveranstaltung, der Korea Super Prix auf dem Korean International Circuit, wurde im Verlauf der Saison abgesagt.
| Nr. | Datum        | Rennstrecke       | Sieger            | Zweiter        | Dritter           | Rennserie/ Veranstaltung         |
| --- | ------------ | ----------------- | ----------------- | -------------- | ----------------- | -------------------------------- |
| 1A  | 30. April    | Hockenheim        | Roberto Merhi     | Marco Wittmann | Laurens Vanthoor  | Formel-3-Euroserie               |
| 1B  | 01. Mai      | Hockenheim        | Roberto Merhi     | Marco Wittmann | Felix Rosenqvist  | Formel-3-Euroserie               |
| 20  | 22. Mai      | Pau               | Marco Wittmann    | Roberto Merhi  | Daniel Juncadella | Grand Prix de Pau                |
| 3A  | 29. Juli     | Spa-Francorchamps | Roberto Merhi     | William Buller | Jazeman Jaafar    | Britische Formel-3-Meisterschaft |
| 3B  | 30. Juli     | Spa-Francorchamps | Roberto Merhi     | Marco Wittmann | William Buller    | Britische Formel-3-Meisterschaft |
| 40  | 14. August   | Zandvoort         | Felix Rosenqvist  | Marco Wittmann | Kevin Magnussen   | Formel-3-Masters                 |
| 5A  | 19. November | Macao             | Marco Wittmann    | Felipe Nasr    | Roberto Merhi     | Macau Grand Prix                 |
| 5B  | 20. November | Macao             | Daniel Juncadella | Felipe Nasr    | Marco Wittmann    | Macau Grand Prix                 |

Anmerkungen
1. 1 2 3 4 5 6 7 8 9  Nicht punkteberechtigt in der FIA-Formel-3-Trophäe.

## Wertung

### Punktesystem
Die ersten zehn des Rennens erhielten 25, 18, 15, 12, 10, 8, 6, 4, 2 bzw. 1 Punkt(e).

### Fahrerwertung
| Pos.                                                               | Fahrer            | HOC | HOC | PAU | SPA | SPA | ZAN | MAC | MAC | Punkte |
| ------------------------------------------------------------------ | ----------------- | --- | --- | --- | --- | --- | --- | --- | --- | ------ |
| 1                                                                  | R. Merhi          | 1   | 1   | 2   | 1   | 1   | DSQ | 3   | DNF | 133    |
| 2                                                                  | M. Wittmann       | 2   | 2   | 1   | 11  | 2   | 2   | 1   | 3   | 101    |
| 3                                                                  | D. Juncadella     | 6   | 4   | 3   | 8   | DNF | DNF | 6   | 1   | 72     |
| 4                                                                  | D. Abt            | 4   | 6   | 4   | 14  | 13  | 6   | 8   | DNF | 44     |
| 5                                                                  | L. Vanthoor       | 3   | 15  | DNF | 17  | 4   | 7   | 7   | DNF | 39     |
| 6                                                                  | C. Muñoz          | 8   | 9   | 5   | 4   | DNF | DNF | DNF | DNF | 26     |
| 7                                                                  | J. Jaafar         | 10  | 11  | 11  | 3   | 12  | 10  | 17  | 8   | 21     |
| 8                                                                  | C. Huertas        | 11  | 12  | 9   | 10  | 9   | 11  | 5   | 13  | 15     |
| 9                                                                  | K. Satō           | DNF | 10  | 8   |     |     | 12  | 9   | 12  | 7      |
| Fahrer, die nicht in die Wertung der FIA-Formel-3-Trophäe eingehen |                   |     |     |     |     |     |     |     |     |        |
|                                                                    | F. Rosenqvist     | 5   | 3   |     |     |     | 1   | 21  | DNF | 0      |
|                                                                    | F. Nasr           |     |     |     | 9   | 7   |     | 2   | 2   | 0      |
|                                                                    | W. Buller         |     |     |     | 2   | 3   |     | 13  | 6   | 0      |
|                                                                    | K. Magnussen      |     |     |     | 7   | 8   | 3   | 19  | 14* | 0      |
|                                                                    | N. Melker         | 7   | 5   |     |     |     | 4   |     |     | 0      |
|                                                                    | Y. Sekiguchi      |     |     |     |     |     |     | 12  | 4   | 0      |
|                                                                    | V. Bottas         |     |     |     |     |     |     | 4   | DNF | 0      |
|                                                                    | R. Svendsen‑Cook  |     |     |     | 6   | 14  | 5   |     |     | 0      |
|                                                                    | H. van Asseldonk  |     |     |     | 12  | DNF |     | 10  | 5   | 0      |
|                                                                    | J. Harvey         |     |     |     | 5   | 10  |     |     |     | 0      |
|                                                                    | R. Marciello      |     |     |     | DNF | 5   |     |     |     | 0      |
|                                                                    | M. Asmer          |     |     | 7   | DNF | 6   |     | 18  | 19* | 0      |
|                                                                    | P. Derani         |     |     | 6   | 18  | DNF | DNF |     |     | 0      |
|                                                                    | L. Foresti        |     |     |     | 13  | 11  | 8   | 14  | 7   | 0      |
|                                                                    | J. Eriksson       | 9   | 7   |     |     |     | 9   | DNF | DNS | 0      |
|                                                                    | T. Dillmann       | 12  | 8   | DNF |     |     |     |     |     | 0      |
|                                                                    | R. Bradley        |     |     | 10  |     |     |     | DNF | 9   | 0      |
|                                                                    | A. Fong           |     |     |     | 21  | 22  |     | DNF | 10  | 0      |
|                                                                    | H. Yamauchi       |     |     |     |     |     |     | 11  | 15* | 0      |
|                                                                    | P. Fantin         |     |     |     | 19  | DSQ |     | DNF | 11  | 0      |
|                                                                    | S. Zeller         | 13  | 13  |     |     |     |     |     |     | 0      |
|                                                                    | K. Giermaziak     | 14  | DNF |     |     |     |     |     |     | 0      |
|                                                                    | G. Raimondo       | DNF | 14  |     |     |     |     |     |     | 0      |
|                                                                    | H. Lloyd          |     |     |     | 15  | DNF |     | 16  | 16* | 0      |
|                                                                    | S. Pye            |     |     |     | 16  | 15  |     |     |     | 0      |
|                                                                    | R. Stanaway       |     |     |     |     |     |     | 15  | DNF | 0      |
|                                                                    | H. Tincknell      |     |     |     | 22  | 16  |     |     |     | 0      |
|                                                                    | B. Hylkema        |     |     |     | DNF | 17  |     |     |     | 0      |
|                                                                    | F. Ilyas          |     |     |     | 20  | 18  |     |     |     | 0      |
|                                                                    | M. Idafar         |     |     |     | DNF | 19  |     |     |     | 0      |
|                                                                    | C. Sainz          |     |     |     |     |     |     | 20  | 17* | 0      |
|                                                                    | A. Sims           |     |     |     |     |     |     | DNS | 18* | 0      |
|                                                                    | Y. Cunha          |     |     |     | 23  | 20  |     |     |     | 0      |
|                                                                    | K. Sakurai        |     |     |     | 24  | 21  |     |     |     | 0      |
|                                                                    | M. Evans          |     |     |     |     |     |     | 22  | DNF | 0      |
|                                                                    | A. Félix da Costa |     |     |     |     |     |     | DNF | DNF | 0      |
|                                                                    | H. Yasuda         |     |     |     |     |     |     | DNF | DNF | 0      |
| Pos.                                                               | Fahrer            | HOC | HOC | PAU | SPA | SPA | ZAN | MAC | MAC | Punkte |

| Farbe                        | Bedeutung                               | Bedeutung |
| ---------------------------- | --------------------------------------- | --- |
| Gold                         | Sieger                                  | Sieger |
| Silber                       | 2. Platz                                | 2. Platz |
| Bronze                       | 3. Platz                                | 3. Platz |
| Grün                         | Platzierung in den Punkten              | Platzierung in den Punkten |
| Blau                         | Klassifiziert außerhalb der Punkteränge | Klassifiziert außerhalb der Punkteränge                                                                                         |
| Violett                      | Rennen nicht beendet (DNF)              | Rennen nicht beendet (DNF) |
| Violett                      | nicht klassifiziert (NC)                | |
| Rot                          | nicht qualifiziert (DNQ)                | nicht qualifiziert (DNQ) |
| Schwarz                      | disqualifiziert (DSQ)                   | disqualifiziert (DSQ) |
| Weiß                         | nicht am Start (DNS)                    | nicht am Start (DNS) |
| Weiß                         | zurückgezogen (WD)                      | |
| Weiß                         | Rennen abgesagt (C)                     | |
| Blanko                       | nicht teilgenommen                      | nicht teilgenommen |
| Blanko                       | verletzt oder krank (INJ)               | |
| Blanko                       | ausgeschlossen (EX)                     | |
| sonstige Formate und Zeichen | P/fett                                  | Pole-Position |
| sonstige Formate und Zeichen | kursiv                                  | Schnellste Rennrunde (in der GP2-Serie/FIA-Formel-2-Meisterschaft ab 2008 für die schnellste Rennrunde der besten zehn Piloten) |
| sonstige Formate und Zeichen | *                                       | nicht im Ziel, aufgrund der zurückgelegten Distanz aber gewertet                                                                |
| sonstige Formate und Zeichen | unterstrichen                           | Führender in der Gesamtwertung                                                                                                  |